# Lutzomyia parimaensis
Lutzomyia parimaensis är en tvåvingeart som först beskrevs av Ortíz I., Alvarez A. 1972.  Lutzomyia parimaensis ingår i släktet Lutzomyia och familjen fjärilsmyggor.
Artens utbredningsområde är Venezuela. Inga underarter finns listade i Catalogue of Life.